# Медаль Річарда Геммінга
Медаль Річарда Геммінга (англ. Richard W. Hamming Medal) — нагорода, яку щорічно присуджує Інститут Інженерів з Електроніки та Електротехніки за винятковий внесок у науку про інформацію, інформаційні системи і технології. До нагороди можуть бути представлені як одна людина, так і група осіб.
Нагорода була заснована радою директорів IEEE у 1986 році і названа на честь Річарда Геммінга, якому відводиться центральна роль у розвитку комп'ютерів та інформатики, і який зробив значний внесок в науку про інформацію (зокрема у галузі кодів, що виправляють помилки).

## Лауреати
Список лауреатів медалі Річарда Геммінга
| Лауреати                                    | Рік    |
| ------------------------------------------- | ------ |
| Річард Геммінг                              | (1988) |
| Ірвінг Рід                                  | (1989) |
| Деніс Рітчі / Кен Томпсон                   | (1990) |
| Елвін Берлекемп                             | (1991) |
| Лотфі Заде                                  | (1992) |
| Йорма Рісаннен                              | (1993) |
| Ґотфрід Унґербоек                           | (1994) |
| Якоб Зів                                    | (1995) |
| Марк Пінскер                                | (1996) |
| Томас Ковер                                 | (1997) |
| Девід Кларк                                 | (1998) |
| Девід Гаффман                               | (1999) |
| Соломон Ґолом                               | (2000) |
| Александер Фрейзер                          | (2001) |
| Пітер Еліес                                 | (2002) |
| Клод Берроу / Алан Ґлавью                   | (2003) |
| Джек Вулф                                   | (2004) |
| Ніл Слоун                                   | (2005) |
| Левенштейн Володимир Йосипович              | (2006) |
| Абрахам Лемпель                             | (2007) |
| Серхіо Верду                                | (2008) |
| Пітер Франачек                              | (2009) |
| Вітфілд Діффі / Мартін Хелмен / Ральф Меркл | (2010) |
| Тобі Берґер                                 | (2011) |